# Vidalasia pubescens
Vidalasia pubescens är en måreväxtart som först beskrevs av Deva D. Tirvengadum och Claude Henri Léon Sastre, och fick sitt nu gällande namn av Deva D. Tirvengadum. Vidalasia pubescens ingår i släktet Vidalasia och familjen måreväxter. Inga underarter finns listade i Catalogue of Life.